# Les Vampires de Chicago
Les Vampires de Chicago (titre original : Chicagoland Vampires) est une série de romans de vampires écrite par Chloe Neill. Cette série suit les péripéties de Merit, étudiante en littérature de 28 ans à Chicago, qui après avoir été transformée en vampire rejoint la maison Cadogan.

## Romans
1. Certaines mettent les dents, Milady, 2011 ((en) Some Girls Bite, New American Library, 2009)  (ISBN 978-2811205393)
2. Petites morsures entre amis, Milady, 2011 ((en) Friday Night Bites, New American Library, 2009)  (ISBN 978-2811205409)
3. Mordre n'est pas jouer, Milady, 2011 ((en) Twice Bitten, New American Library, 2010)  (ISBN 978-2811205416)
4. Mordre vous va si bien, Milady, 2011 ((en) Hard Bitten, New American Library, 2011)  (ISBN 978-2811205768)
5. Morsures en eaux troubles, Milady, 2012 ((en) Drink Deep, New American Library, 2011)  (ISBN 978-2811208004)
6. Morsure de sang froid, Milady, 2013 ((en) Biting Cold, New American Library, 2012)  (ISBN 978-2811208882)
7. Permis de mordre, Milady, 2013 ((en) House Rules, New American Library, 2013)  (ISBN 978-2811209360)
8. On ne mord que deux fois, Milady, 2014 ((en) Biting Bad, New American Library, 2013)  (ISBN 978-2811211745)
9. Mords un autre jour, Milady, 2014 ((en) Wild Things, New American Library, 2014)  (ISBN 978-2811212643)
10. Une morsure ne suffit pas, Milady, 2015 ((en) Blood Games, New American Library, 2014)  (ISBN 978-2811214999)
11. La morsure n'est pas une fin, Milady, 2015 ((en) Dark Debt, New American Library, 2015)  (ISBN 978-2811215811)
12. La morsure est notre affaire, Milady, 2016 ((en) Midnight Marked, New American Library, 2016)  (ISBN 978-2811217181)
13. Demain ne mord jamais, Milady, 2017 ((en) Blade Bound, New American Library, 2017)  (ISBN 978-2811224172)

Recueil de nouvelles
- Les morsures sont éternelles, Milady, 2018  (ISBN 978-2811231378)
  - Tome  8,5 : Morsures et bottes de cuir, 2018 ((en) High Stakes, 2013)Initialement publiée dans l'anthologie Kicking It. Nouvelle sur Luke et Lindsey
  - Tome  8,6 : Tout est bien qui mord bien, 2018 ((en) Howling For You, 2014)Nouvelle sur Jeff et Fallon
  - Tome 10,5 : Vacances mordantes, 2018 ((en) Lucky Break, 2015)Nouvelle sur Ethan et Merit
  - Tome 12,5 : La Morsure fantôme, 2018 ((en) Phantom Kiss, 2017)Nouvelle sur Ethan et Merit[1]

Autres nouvelles
- Tome 13,5 : (en) Slaying It, 2018Nouvelle sur Ethan et Merit

## Le Monde de Chicago
Le monde de Chicago est composé de nombreuses créatures surnaturels : Nymphes, Métamorphes, Trolls, Anges, Démons, Sorciers, Fées. Mais seuls les vampires puis les métamorphes sont connus des humains. Les autres surnats dévoilent leur existence pour ne pas être mis devant le fait accompli. 
Pour faciliter les relations entre l'administration humain et les créatures surnaturels, le maire de Chicago a créé un bureau de médiation réunissant un métamorphe, un sorcier, un vampire (qui appartient à une Maison et se fait discret) et un humain.

### Vampires
Le monde des vampires est une société féodale avec un maître responsable d'une maison. Les vampires prêtent allégeance au maître lors de la Recommandation. C'est au cours de cette cérémonie d'initiation que les vampires reçoivent le collier (ou autres objet distinctif) de la maison ainsi que leurs fonctions dans celle-ci. Il existe trente-cinq maisons en Europe et douze maisons aux États-Unis.
Ces maisons sont sous la direction du Présidium de Greenwich. Cet organisme est localisé à Londres en Grande-Bretagne. Il est composé de huit membres, et présidé par Darius West. 
Les douze maisons aux États-Unis dans l'ordre du NAVR North American Vampire Registry :
1. Navarre : localisée à Chicago, fondée en 1789; Célina Desaulniers (maître fondateur) et Morgan Greer (maître actuel).
2. McDonald : localisée à Boston, fondée en 1807; Will McDonald (maître fondateur et actuel).
3. Cabot : localisée à New York, fondée en 1864; Victor Garcia (maître actuel).
4. Cadogan : localisée à Chicago, fondée en 1883; Peter Cadogan (maître fondateur) et Ethan Sullivan (maître actuel).
5. Taylor : localisée à Seattle, fondée en 1904; Sacha Petrovnik (maître actuel).
6. Lincoln : localisée à Washington, fondée en 1938; Ed Adams (maître actuel).
7. Washington : localisée à Brooklyn, fondée en 1944; J. Samuel Washington (maître fondateur et actuel).
8. Heart : localisée à Atlanta, fondée en 1965; Nicole Heart (maître fondateur et actuel).
9. Lassiter : localisée à Tucson, fondée en 1976; Sabine Lassiter (maître fondateur et actuel).
10. Grey : localisée à Chicago, fondée en 1993; Scott Grey  (maître fondateur et actuel).
11. Murphey : localisée à Kansas City, fondée en 2001; Rich Murphy (maître actuel).
12. Sheridan : localisée à San Diego, fondée en 2005 Lacey Sheridan (maître fondateur et actuel).

Certains vampires rejettent le système. Ils sont considérés comme solitaires et danger par le Présidium de Greenwich. Les solitaires ont élu comme représentant Noah Beck.

### Métamorphes
Les métamorphes sont réunis en meutes autour d'un mâle alpha. Il existe quatre aux États-Unis :
- la meute de l’Atlantique : Maguire (alpha actuel).
- la meute de la Côte Ouest : Robin Swift (alpha actuel).
- la meute du Grand Nord : Tony Marino (alpha jusqu'au tome trois).
- la meute des Grandes Plaines : Gabriel Keene (alpha actuel ayant le loup comme totem).

Ils peuvent prendre la forme d'un animal. Chaque famille a son animal totem. Leur magie est liée à la terre. Ils peuvent entrevoir le futur.

### Sorciers
Les sorciers peuvent interagir avec la magie. Ils l'ont séparé en quatre clés mineurs :
1. le pouvoirs (canaliser la magie sous forme lumineuse...),
2. les armes et autres objets,
3. l'être (les créatures surnaturels),
4. les textes (les grimoires, les chansons...).

Ces quatre clés ont leurs équivalent en magie noir.
Les sorciers sont dirigés par l'Ordre qui est plus un syndicat qu'un gouvernement.

### Fées
Les fées sont grandes et élancées avec des oreilles pointues. Elles ne respectent aucune autre communauté qu'elles jugent inférieures à la leur. Connues pour être d'excellentes combattantes, elles préfèrent mourir sur un champ de bataille plutôt que de fuir. 
Les fées s'organisent en système féodale. Claudia est la reine du territoire d'Illinois. Elle est enfermée dans une tour d'une ancienne demeure pour la garder en vie. Les fées sont des créatures pouvant interagir avec la magie. Elles sont les gardiennes du ciel. Claudia a quant à elle perdu cette faculté d'interagir lors de la séparation de la magie.  
La maison Cadogan a passé un contrat avec les fées pour protéger ses grilles pendant la journée. Ce contrat exploite la faiblesse des fées, leur attrait pour l'or et les pierres précieuses.

### Nymphes
Les nymphes sont grandes et élancées. Elles sont les gardiennes de la rivière de Chicago. Elles sont connues pour contrôler et manipuler les hommes.
Elles sont toutes des filles plutôt plantureuses et adeptes de tenues courtes. Elles ont la capacité de passer des larmes aux rires et à la colère très rapidement. Les combats de nymphes sont réellement impressionnant et il y fortement déconseillé de s'approcher.

### Anges et Démons
Les anges et démons sont plus couramment appelés messagers de la vérité et messagers de la justice. Mais d’autres communautés les nomment autrement. Les gnomes appellent les messagers de la justice, des ténébreux à cause de la couleur de leurs ailes. Pour les humains, les anges sont aussi connus sous le nom d'archanges et les démons sous le nom d'anges déchus.
À l'origine, ce sont des jumeaux à l’aile blanche. Ils maîtrisent une magie ancienne capable de contrôler les quatre éléments pour aider les différents peuples. Au fur et à mesure, certains messagers commencent à vouloir donner justice eux-mêmes. Quand ils se détournent de leur voie, le messager de la justice voit ces ailes s’assombrir jusqu'à devenir noires et dégager une odeur de soufre et de fumé.
Alors que les messagers de la justice étaient pris de folie meurtrière, les sorciers ont créé une prison pour les anges déchus, un grimoire appelé Maleficium. En les enferment dans le grimoire, les sorciers ont divisé la magie, provoquant une sensation de magie incomplète pour les sorciers.
Les messagers connus : Gabriel (ange), Ariel (ange), Seth Tate (ange), Dominique Tate (ange déchu), Azazel (ange déchu).

## Personnages

### Caroline Evelyn Merit
Merit est transformé en vampire sur le campus contre son gré après une attaque d'un solitaire. Elle découvrira plus tard que c'était en partie la faute de son père. Merit devient la sentinelle de la maison Cadogan, être sentinelle consiste à protéger la maison et le Maître
Ancienne étudiante en littérature anglaise, elle travaillait sur une thèse sur la littérature romantique médiévale. Elle est fan des Cubs de Chicago, des comédies musicales et a un péché mignon pour le chocolat et la pizza. Elle a vingt-huit ans dans le tome 1 et 29 dans le tome 12, mesure 1,75 m, a les cheveux noir et les yeux bleu. Elle a été ballerine petite, ce qui l'aidera lors de ses premiers combats.
Elle se fait appeler Merit car Caroline était le nom de sa sœur, morte jeune.
Elle a un frère nommé Robert et une sœur de trois ans son aînée Charlotte. Sa mère se nomme Meredith et son père Joshua
Lorsqu'elle était humaine, elle allait voir les matchs des Cubs l'après-midi.
Ses meilleures amies sont Mallory et Lindsey. Elle est également très amie avec Jeff, Catcher, Gabriel, Jonah, et Luc.
Morgan Greer est son ex.
Elle fait partie de la Garde Rouge et Jonah est son équipier.
Elle va entretenir une relation avec Ethan Sullivan et va finir par se fiancer avec lui dans le Tome 12.

### Mallory Delancey Carmichael Bell
Mallory est la meilleure amie de Merit depuis des années. Elle est excentrique.
Alors qu'elle accompagne Merit à Cadogan, Ethan dit à Mallory qu'elle est une sorcière.
Mallory a les cheveux bleus de même que ses yeux. Dans le tome 5, pendant sa période « méchante sorcière » elle perdra ses cheveux bleus qui redeviendront blond, leur couleur naturel. 
Plus tard, quand elle reprendra le contrôle de sa magie et de sa vie grâce à l'aide de Gabriel, elle aura de nouveau les cheveux bleus en dégrader. 
Mallory et Merit vivront une mauvaise passe, et Catcher, le petit ami de Mallory, sera sur le point de rompre avec elle. Plus tard Catcher demandera Mallory en mariage et se marieront dans la jardin de la maison Cadogan.

### Ethan Sullivan
Ethan Sullivan est né en Suède au XVIIe siècle sous le nom de Jakob Andresen. Il avait trois sœurs : Elisa, Annika, Berit. Élevé loin d'elles, il fait une carrière militaire. Ayant prédisposition pour la stratégie, il a été vite promu au grade de capitaine d'artillerie. 
Ethan a été mortellement blessé sur le champ de bataille d'une flèche dans le cou pendant la guerre de Trente Ans à l'âge de trente ans. Il a été repéré et transformé par Balthazar, le leader d'un groupe de vampire. Ethan restera dix ans avec eux.
Durant deux siècles, Ethan voyagera dans toute l'Europe. Il apprendra à lire et écrire le français et l'anglais. Il apprendra aussi la cuisine italienne.
Vers les années 1800, Ethan va rencontrer Peter Cadogan qu'il suivra au Pays de Galles quand Peter a créé sa maison. En 1883, Ethan Sullivan est nommé maître de la maison Cadogan à la mort de Peter. Ethan décide cette même année de déplacer la maison à Chicago dans le secteur de Hyde Park.
En 2009 (le début du premier tome), Ethan (alors âge de 394 ans) transforme douze initiés pour Cadogan, dont Merit. Il est avec Amber,. Mais il est attiré par sa dernière initié rebelle. Après avoir été trahi par Amber (tome 1), il fera d'elle une solitaire.
Dans les tomes suivants, Merit et Ethan vont entretenir une relation amour et haine. Pour finir sur une relation amoureuse mouvementée et se fiancer (tome 12).Devant les décombres de leur dernier combat et devant les paparazzis, il va faire sa demande avec un genoux à terre. Dans l'épilogue, il va faire une surprise en l'emmenant dans le stade des Cubs pour faire une fête pour leurs fiançailles.

### Morgan Greer
Dans le premier tome, Morgan est second de Navarre. Il possède un club dans Chicago. C'est dans celui-ci qui va rencontre Merit (jeune initiée Cadogan) pour la première fois. On va apprendre qu'il a un lien télépathique avec Merit (normalement ce lien se fait entre le novice et le maître l'ayant transformé).
Il sort avec Merit à la suite de sa demande devant Scott Grey, Noah Beck et tous les vampires de Cadogan. Cette liaison va durée deux semaines (tomes un et deux).
Morgan est devenu maître de Navarre à la suite de la découverte du complot de Célina, de son arrestation et incarcération par le Présidium de Greenwich (dans le tome 1)
Dans les tomes suivant, il reste très distant envers les autres maisons car il est très endetté à la suite des frasques de Celina

### Catcher Bell
Ancien sorcier de l'ordre, il est spécialisé dans la deuxième clé. Il travaille auprès de Chuck Merit, le médiateur de la ville de Chicago. Il a pour mission (dans le tome un) d'apprendre les arts martiaux et le maniement du sabre à Merit.
Catcher Bell est le mari de Mallory et son mentor pour le contrôle de la magie.

### Jeff Christopher
Jeff Christopher est un petit génie de l'informatique, il travaille pour Chuck Merit. Il a une liaison platonique avec Merit (qui est sa « vampire préférée »)dans les premiers tomes mais on apprend dans le tome trois qu'il est amoureux de Fallon la sœur de Gabriel.
Étant un métamorphe puissant, il est un membre important de la meute de Gabriel Keene. Son animal totem est le tigre.
C'est un geek qui aide régulièrement la maison Cadogan
C'est quelqu'un de chaleureux, de joyeux et les nymphes sont fan de lui. Lui est fan de Jacobs Qu'est, un jeu vidéo d'aventure.

### Chuck Merit
Policier à la retraite, il est le chef de l'agence de médiation. Agence qui permet le lien entre les créatures surnaturelles et les humains.
Il est le grand-père de Merit.

### Malik Washington
Malik Washington personnage discret qui est le second de la maison Cadogan. Il devient maître de Cadogan pendant une courte durée, à la suite de différents événements.

### Lindsey
Le personnage de Lindsey est présenté dans le premier tome lorsque Merit vient à Cadogan pour la cérémonie. Lindsey habite depuis 115 ans dans la demeure Cadogan. C'est une petite blonde originaire de l'Iowa qui est fan des Yankees de New York. Elle est considérée comme la médium de la maison. Elle est empathe et ressent certaines émotions de tous les vampires de la maison. Elle est aussi la meilleure amie vampire de Merit.
À la fin du tome 4, elle commencera à sortir avec Lucas, le capitaine de la garde de la Maison Cadogan.

### Luc
Ancien gérant de ranch, il est maintenant capitaine de garde de Cadogan. Il partage une relation avec Lindsey.
Il obtient le rang de second après la mort d’Ethan (avant que celui-ci ne soit ramené à la vie). 
Luc fait partie des rares vampire Cadogan à pouvoir s'habiller autrement que par les vêtements de Cadogan.

### Lacey Sheridan
Elle était garde à Cadogan avant de passer le test pour devenir maître de la douzième maison d'Amérique. C'est la première personne qu'Ethan parraine pour le test.
Elle fait sa première apparition dans le tome trois, quand Ethan lui donne rendez-vous pour contrôler la gestion de sa maison. Elle est grande, blonde et déterminée. Mais détesté par ces anciens collèges. Lindsey la surnommant « la reine des glaces. »
Elle est d'ailleurs très attirée par Ethan, qui fera tout dans les prochain tomes pour le séparer de Merit. Elle est jalouse de cette dernière.

### Jonah
Il est capitaine des gardes de la maison Grey et partenaire de Merit dans la Garde rouge.
Il est amoureux de Merit et lui avoue dans le Tome 12 qu'il éprouve toujours des sentiments pour elle, raison pour laquelle il lui en voulait dans le tome 11.

### Mayor Seth Tate
Seth est le maire de Chicago. C'est le premier maire des États-Unis à intégrer les créatures surnaturel à sa politique. Seth a créé un bureau de liaison pour les êtres surnaturels en 2005 et nommé Chuck Merit, un policier à la retraite, à sa tête.
Seth est lui-même un être surnaturel, un messager de la vérité qui a comme signature magique une odeur de biscuit et de sucre.
Comme tous les messagers, il a un frère jumeau. Dominique, un messager de la justice. Pour éviter d’être enfermé dans le Maleficium, Dominique s'est rapproché d'une reine des fées, Claudia, qui a sacrifié son lien avec le monde des fées pour réunir les deux jumeaux dans le même corps. Seth ne la compris qu'au sortilège d'invocation lancé par Mallory (dans le tome six).

### Gabriel Keene
Gabriel Keene est le chef d'une des grandes meutes héréditaire. Son totem est un loup. Il considère avoir une dette envers Merit pour un acte qu'elle fera pour sa famille.
Il est marié à Tonya. Et il a un fils Connor.
Il a prédit à Merit qu'elle sera la première mère vampire, qu'elle aura un enfant avec Ethan après avoir passé une mise à l'épreuve.
Il surnomme Merit "Chaton"